# Bayonetta
Bayonetta (яп. ベヨネッタ Бэёнэтта) — компьютерная игра жанра слэшер, разработанная компанией Platinum Games в сотрудничестве с издателем Sega для платформ PlayStation 3, Xbox 360, Wii U, PC, Nintendo Switch, Xbox One и PlayStation 4. Портированием игры на PS3 занималась студия Nex Entertainment. Руководителем разработки игры является Хидэки Камия, который принимал участие в создании таких игр, как Devil May Cry, Resident Evil 2, Okami и Viewtiful Joe.
Действие игры разворачивается в вымышленном европейском городе Вигрид. Главной героиней игры является ведьма Байонетта, сражающаяся с ангелами Парадизо при помощи пистолетов и магии, желая лишь одного: вспомнить всё. В игре есть пять уровней сложности; два наиболее лёгких позволяют управлять персонажем при помощи одной клавиши, что подобно режиму «Kamiya» из игры Devil May Cry. При разработке героини Байонетты разработчики руководились современной стилистикой и модой, а саундтрек был записан преимущественно в бодром и энергичном стиле.
Разработка игры началась в январе 2007 года. В Японии игра вышла 29 октября 2009 года, а во всём остальном мире — в январе 2010 года. 11 апреля 2017 года игра вышла на PC c улучшенным разрешением и поддержкой 60 кадров в секунду, также в 2020 году планируется выход для PS4 и Xbox One. Игра рекламировалась при помощи роликов на телевидении под музыку японской поп-певицы MiChi, темы для браузера Google Chrome, арт-бука, и саундтрека. В Соединенных Штатах и Великобритании в рекламных роликах использовалась песня группы La Roux «In for the kill (Skream’s Let’s Get Ravey Remix)». Положительными сторонами игры критики назвали её легкоизучаемое управление, быстрый темп, битвы с боссами, замедление времени или «Witch Time» и дизайн персонажей и уровней.
Также есть полнометражный фильм по игре «Байонетта: Кровавая судьба» (англ. Bayonetta: Bloody Fate).

## Игровой процесс
Bayonetta является трёхмерным экшеном с видом от третьего лица. Система боя подобна предыдущей игре режиссёра Хидэки Камии Devil May Cry. Игрок управляет ведьмой Байонеттой и, используя атаки ближнего и дальнего боя, сложные комбо, и множество видов оружия, сражается с противниками-ангелами. Среди специальных атак есть уникальные «Torture Attacks»: для уничтожения противников игрок использует орудия пыток, вроде гильотины или железной девы. Ещё в арсенале главной героини есть возможность «Witch Time», активизирующаяся, когда игрок совершает своевременное уклонение от атаки. Она замедляет время и противников, давая Байонетте возможность нанести мощные удары соперникам.
Игрок может выполнять двойной прыжок, различные акробатические уклонения и уничтожать объекты обстановки и двери. Камера может вращаться, можно нацелиться на врага и вооружение можно переключать в течение игры. По ходу сюжета, игрок может превращать Байонетту в пантеру или других зверей, чтобы увеличить её способности. Леденцы могут использоваться для лечения главной героини, пополнения её магии или увеличения её силы, хотя использование этих элементов, как и смерть персонажа, понижает рейтинг пройденой главы. Находя различные составные элементы, игрок может объединить их в новые предметы. Поверженные ангелы и объекты, при разрушении, оставлют нимбы, которые имеют сходство с кольцами из серии игр Sonic the Hedgehog; игрок может собрать нимбы, чтобы купить предметы, новые техники и обновления вооружения. Игрок может также использовать вражеское оружие. Сильнейшие атаки Байонетты преобразовывают её волосы, которые облегают её тело вместо одежды, в части тела Мадам Баттерфляй и огромных монстров, которые нападают на противников. В начале игры у Байонетты есть четыре пистолета, два в руках, два и на ногах. Находя золотые пластинки, состоящие из нескольких кусков, игроки могут заработать новое вооружение, например дробовики, катану и кнут, которые могут использоваться в различных комбинациях, и обновляться в магазине демона Родина.
Игра состоит из различных глав, каждая из которых в свою очередь состоит из нескольких частей. В зависимости от того, как хорошо игрок играет, в конце каждой части он получает медаль: каменную, бронзовую, серебряную, золотую, платиновую или чистую платину, подобно системе рейтинга Viewtiful Joe. Имеются также отдельные испытания, которые можно найти на уровнях и за которые выдаётся отдельная награда. Заключительный рейтинг главы и награда дается в зависимости от вида полученных медалей, с учётом используемых предметов и количества провалов в данной главе. Между главами есть миниигра «Angel Attack», в котором игрок использует Arcade Bullets, найденные в главных уровнях, чтобы стрелять в ангелов, и зарабатывать очки. Эти очки и очки заработанные за сбор нимбов можно тратить на предметы.
Игра включает пять уровней сложности. На двух самых лёгких уровнях становится доступен режим «Very Easy Automatic», при котором играть можно одной рукой: игра располагает Байонетту для выполнения атаки на противниках, и нужно нажать только одну кнопку, если игрок не желает выполнять какое-либо движение или атаку. Камия, который впервые добавил этот режим в Devil May Cry, выложил видео на официальном веб-сайте игры, в котором дизайнер персонажей Мари Симадзаки продемонстрировала режим (который Камия шутливо называет «Mummy Mode»). Он ожидает, что игроки смогут завершить игру за 10-12 часов, однако верит, что система рейтинга (подобно системе в Viewtiful Joe) и стремление к высоким позициям в ней заставит их пройти игру несколько раз. В игре нельзя изменить конфигурацию управления. Камия сказал: «Как нам кажется, нет никакой необходимости её менять».

## Сюжет

### Предыстория
За 500 лет до пробуждения Байонетты, существовали две фракции, сохраняющие равновесие между тьмой и светом в мире: Ведьмы Тени (Umbra Witches), которые являются последователями тьмы и их аналоги — Сияющие мудрецы (Lumen Sages), которые являлись сторонниками света. Фракции разделили между собой два сокровища: «Глаза мира» (отдельно называемые «левым глазом» (тьма) и «правым глазом» (свет)), которые они использовали для наблюдения за течением времени. Обе фракции загадочно исчезли из Вигрида при неизвестных обстоятельствах.

### История
Действие игры разворачивается в вымышленном европейском городе Вигрид. Главной героиней игры является ведьма Байонетта, которая по пути сражается с ангелами Парадизо при помощи пистолетов и магии. Она пробуждается после 500-летнего сна возле надгробной плиты Эггмана и оказывается в незнакомой местности, не помня о том, кто или что она. Со временем она начинает вспоминать, что вызвало её нынешнее затруднительное положение. Также Байонетта имеет большое украшение, которое содержит небольшой красный драгоценный камень, и считает, что этот драгоценный камень является «Левым глазом мира».
В настоящее время информатор Энцо присоединился к Байонетте, ведьме, которая была пробуждена двадцать лет назад со дна озера и ничего не помнит о своей прошлой жизни. Обладая половиной «Глаз мира», Байонетта приходит в Вигрид, когда Энцо сообщает ей о слухах, что есть другая половина. В процессе ей приходится отбиваться от напавших на неё и Энцо ангелов на кладбище.
Затем Байонетта встречает другую Ведьму Тени по имени Жанна, которая на стороне ангелов, а ещё позже — молодого журналиста по имени Лука; первая, похоже, имеет связи с прошлым Байонетты, в то время как последний обвиняет Байонетту в смерти своего отца. В конце концов, пройдя часть пути в поисках ответов, Байонетта побеждает одного из Аудитио (Ангелов выше первой сферы, но ниже Деа (Богини); также допускается вариант Главные добродетели) — Мужество, который выглядит как двухголовый дракон.
Пробираясь через Долины Полумесяца и Восхода, Байонетта застаёт Жанну, которая беседует с Умеренностью, вторым из Аудитио; после победы над Жанной она встречает потерявшуюся маленькую девочку по имени Цереза. К разочарованию Байонетты, Цереза считает, что она её мать и следует за ней; после того, как они возвращаются в мир людей, Байонетта покидает Церезу, оставляя её с Лукой, чтобы вступить в противоборство с Умеренностью, в ходе которого побеждает последнего. Продолжая поиски «Правого глаза», Байонетта следует за Лукой и Церезой вниз по мосту Променад в попытке добраться до острова, известного как Остров Солнца; на неё нападает Справедливость, третий Аудитио, но и тут Ведьма Тени побеждает Аудитио.
Вновь воссоединившись, трио решает добраться на Остров Солнца на самолёте. На борту самолёта Байонетта сражается с Жанной, а затем лицезреет Мудрость, последнего из четырёх Аудитио. Мудрость атакует и сбивает самолёт, но Байонетта побеждает ангела высокого ранга. Затем трое отправляются на Остров солнца на вертолёте, а затем — на ракете, из-за того что вертолёт сбивают. Когда они добираются до острова, Байонетта снова встречается с Жанной, которая объясняет, что Байонетта является ребёнком, рождённым от брака Ведьмы Тени и Сияющего Жреца, что было запрещено, и именно это привело к тому, что Байонетта подвергалась остракизму. Байонетта вновь одолевает Жанну, которая раскрывает причину, по которой Байонетта обладает Левым Глазом, потому что она приняла свою судьбу. Жанна вручает Байонетте драгоценный камень, который она носила, заставив её вспомнить, что она — Цереза, и что Жанна когда-то была её подругой; это была Жанна, которая запечатала её, давая Байонетте драгоценный камень, чтобы защитить её и Левый глаз. После того, как Жанна жертвует собой, чтобы спасти Байонетту, последняя направляется в Башню Правды с Лукой и Церезой.
Достигнув вершины Башни, Байонетта, наконец, встречает Отца Балдера, последнего из Сияющих жрецов и, фактически, мэра Вигрида. Балдер рассказывает, что он отец Байонетты, и что он планирует воссоединить три вселенные (свет, тьму и хаос), чтобы создать единую реальность, которой будут управлять ангелы Парадизо. Для осуществления этой цели ему нужно воскресить Джубелиус — Богиню-Творца, ранга Деа (Богиня) и высшего из ангелов Парадизо; однако, поскольку Байонетта не помнила своего прошлого, Цереза была отправлена к ней в будущее, чтобы помочь ей всё вспомнить. Тогда же выясняется, что Цереза — это Байонетта в детстве. Это бы позволило Балдеру использовать её как «левый глаз». Лука пробирается в Башню и узнаёт, что Балдер ответственен за смерть его отца. Дело заканчивается тем, что Балдер сбрасывает Луку с вершины Башни и поглощает маленькую Церезу, а затем сражается со своей дочерью в полёте. Байонетте в конечном счёте, с большим трудом, удаётся победить Балдера, прежде чем спасти падающих Луку и Церезу (последняя вырвалась из тела Сияющего жреца).
После создания временного портала, Байонетта отправляет свою молодую версию в её время и после этого опять всё забывает; неожиданно появляется невредимый Балдер и транспортирует себя и бессознательную Байонетту к статуе на вершине Башни, начиная воскрешение Джубелиус. Когда статуя запускается в космос, на ракете, Жанна снова появляется после того, как она едва успела избежать смерти и контроля Балдера. Она поднимается на вершину статуи на своем мотоцикле; после того, как он достигает Байонетты, она спасает её только для того, чтобы Джубелиус ожила. Жанна отлетает от статуи, оставляя Байонетту сражаться с божеством в одиночестве. Цереза в конечном счёте побеждает Джубелиус, и в завершении вызывает королеву Шебу — тёмный аналог Джубелиус, не без помощи Жанны. Королева Шеба бьёт светлое божество, заставляя её пролететь через всю Солнечную систему к Солнцу, уничтожая как её, так и Балдера. Поскольку статуя, оставленная позади Джубелиус, падает на Землю, оставшаяся в живых Жанна и Байонетта уничтожают её. После уничтожения статуи божества Цереза и Жанна оказываются в свободном падении на Землю; после переживания спуска в атмосферу, эпилог показывает, что они продолжают сражаться с ангелами Парадизо.

## Отзывы
| Сводный рейтинг    | Сводный рейтинг                                                          |
| Агрегатор          | Оценка                                                                   |
| ------------------ | ------------------------------------------------------------------------ |
| GameRankings       | X360: 89,89 % PS3: 85,62 %                                               |
| Metacritic         | (PC) 90/100 (X360) 90/100 (PS3) 87/100 (Wii U) 86/100 (NS) 84/100        |
| Иноязычные издания |                                                                          |
| Издание            | Оценка                                                                   |
| 1UP.com            | A (X360) A− (PS3)                                                        |
| Eurogamer          | 9/10                                                                     |
| Famitsu            | 40/40 (X360) 38/40 (PS3)                                                 |
| G4                 | [ 28 ]                                                                   |
| Game Informer      | 9/10                                                                     |
| GamePro            | [ 30 ]                                                                   |
| GamesRadar+        | 5 из 5 звёзд · 5 из 5 звёзд · 5 из 5 звёзд · 5 из 5 звёзд · 5 из 5 звёзд |
| IGN                | 9,6/10 (X360) 8,2/10 (PS3)                                               |
| Награды            |                                                                          |
| Издание            | Награда                                                                  |
| IGN UK             | Game of the Year                                                         |
| GameSpot           | Best Boss Fights and Best Original IP                                    |
| GameTrailers       | Best New IP                                                              |
| Giant Bomb         | Best Debut                                                               |

Игра получила преимущественно положительные отзывы критиков, средний рейтинг на агрегаторе рецензий Metacritic составил от 84 до 90 процентов в зависимости от платформы.
Японское издание Famitsu для версии для Xbox 360 поставило свою высшую оценку — 40/40, игра стала двенадцатой по счёту, получившую высшую оценку от рецензентов журнала.
Летом 2018 года, благодаря уязвимости в защите Steam Web API, стало известно, что точное количество пользователей сервиса Steam, которые играли в игру хотя бы один раз, составляет 424 901 человек.

## Сиквел
Bayonetta 2 была впервые представлена на игровой презентации Nintendo Direct 13 сентября 2012 года. Игра вышла 20 сентября 2014 года на Wii U. Было также выпущено специальное издание включающее первую часть игры.